# Flaga Indii
Flaga Indii, Tiranga – jeden z symboli państwowych Indii.

## Znaczenie heraldyczne
Kolor szafranowy oznacza siłę i odwagę państwa, biały – prawdę i pokój, a zielony – płodność, wzrost i pomyślność ziemi. Według odmiennej interpretacji górny pas symbolizuje hinduizm, zaś dolny – islam, dwie najpopularniejsze religie subkontynentu. Biel oznacza w takim kontekście pokój i pojednanie pomiędzy wyznawcami zwaśnionych wyznań. Na środku flagi widnieje czakra Aśoki, forma buddyjskiej dharma-czakry, przejętej z kapitelu kolumny Aśoki w Sarnath – jest to koło prawa lub prawości i sprawiedliwości, będące pierwotnie emblematem buddyjskim. Proporcje długości boków flagi wynoszą 2:3.

## Historia
Pierwsza indyjska flaga narodowa (flaga Kalkuty) w barwach: czerwonej, żółtej i zielonej zawisła w Kalkucie na placu Parsi Bagan 7 sierpnia 1906 roku. Flagę zbliżoną do współczesnej w barwach czerwonej i zielonej zaprojektował Pingali Venkayya w 1921 roku. Trójkolorowa flaga, zbliżona do obecnej, z kołowrotkiem Mahatmy Gandhiego pośrodku została uchwalona jako flaga narodowa w 1931 roku. Flaga Indii została przyjęta 22 lipca 1947 roku. Pierwszy raz została wywieszona 15 sierpnia 1947 roku. Obywatele Indii mogli wywieszać swoją flagę tylko w wyjątkowych wypadkach. Po 10-letniej batalii sądowej przemysłowca Naveena Jindala indyjski Sąd Najwyższy orzekł 3 stycznia 2004 roku, iż prawo do wywieszania flagi Indii stanowi fundamentalne prawo każdego obywatela Indii i wypływa z artykułu 19 (1) (a) konstytucji Indii. Po tym wyroku każdy obywatel i organizacja mogą wywieszać flagę Indii każdego dnia na dowolną okazję. W grudniu 2021 roku Kodeks Flagi Indii dopuścił stosowanie flag wykonanych z poliestru.

## Galeria

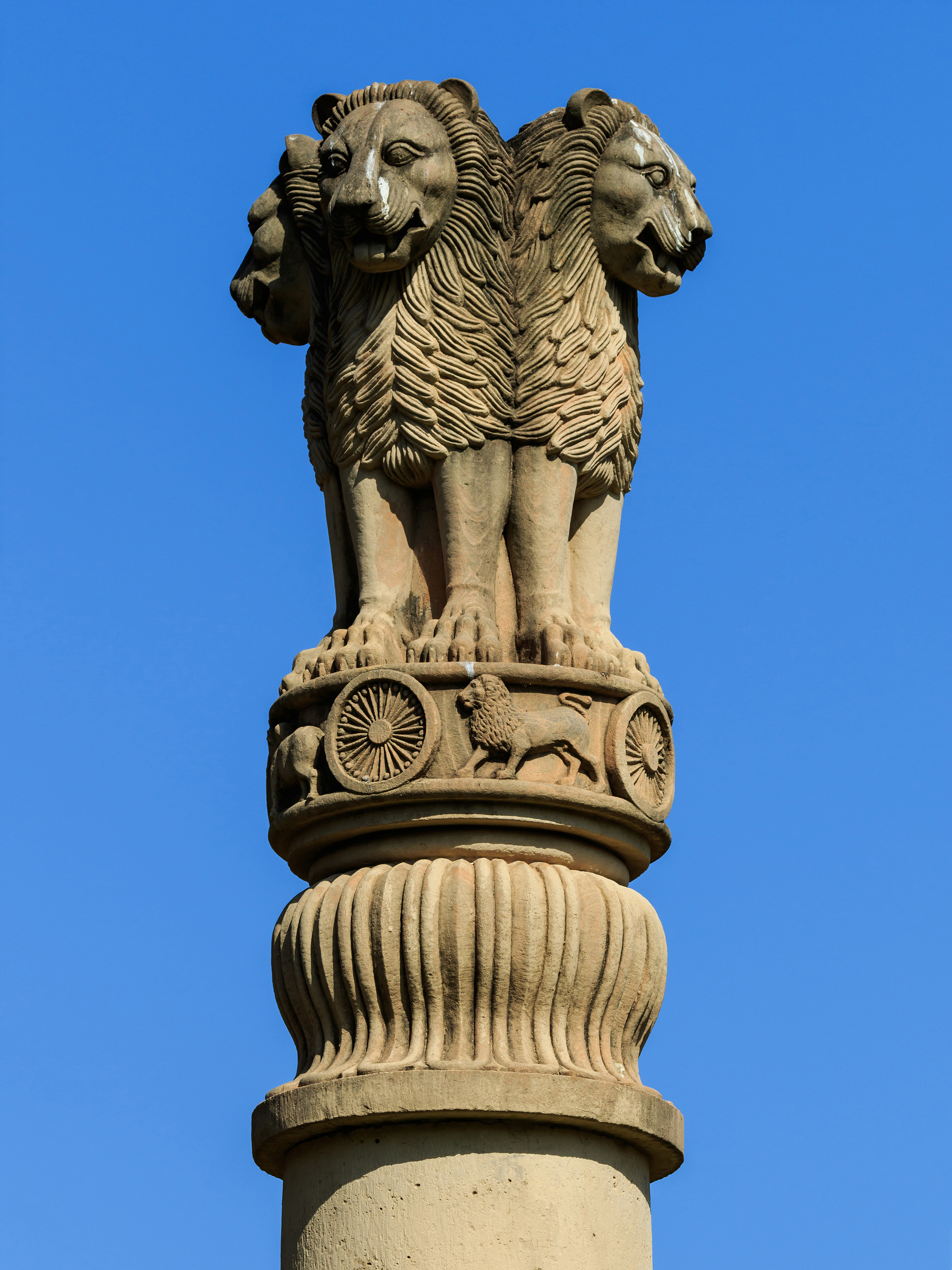
Kapitel kolumny Aśoki
Flaga Kalkuty z 1907 roku
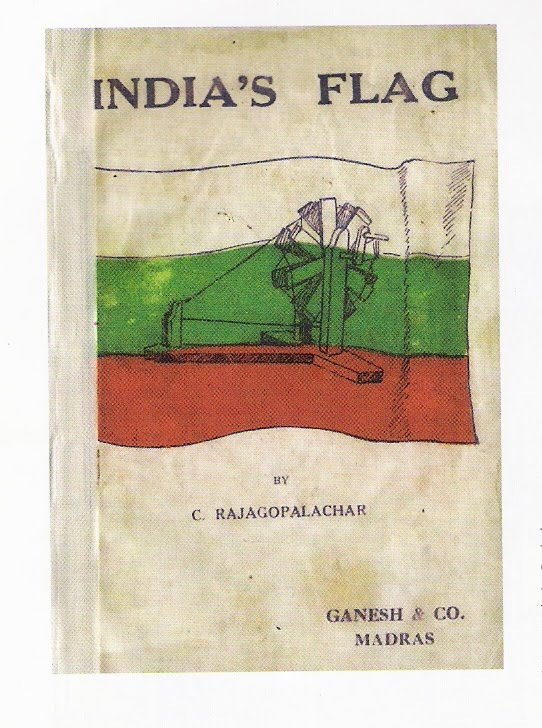
Flaga Indii z 1921 roku
Flaga Indii Brytyjskich
Konstrukcja flagi